# Граварвогюр

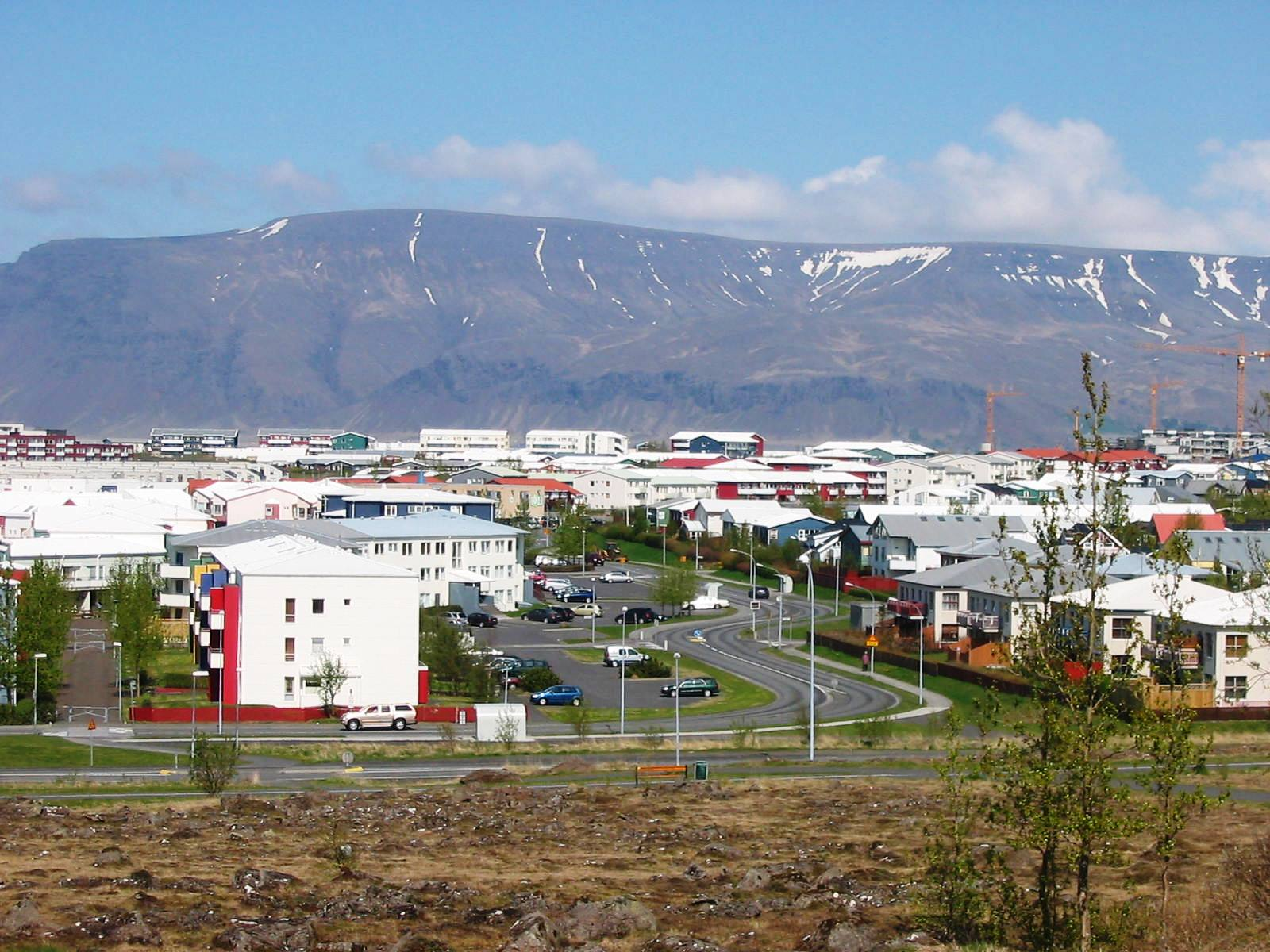
Панорама Граварвогюра: мікрорайони Рімі та Борґір

Гр́аварвогюр (ісл. Grafarvogur) — один з найбільших житлових районів Рейк'явіка, Ісландія. Населення району становить понад 20 тис. жителів.

## Назва
Назва району походить від однойменної затоки Граварвогюр (ісл. vogur — затока), за якою розташована ця дільниця.

## Історія
Це — порівняно новий житловий масив. Значне будівництво розпочалося тут наприкінці 1980-х і тривало протягом 1990-х. Сьогодні район відомий як якісна та сімейно-приязна житлова дільниця. Середній прибуток її мешканців вище середнього національного рівня. Крім того, винятково легко доступною є сфера послуг у районі. Граварвогюр — одна з найкраще спланованих житлових дільниць Рейк'явіка і з самого початку вона планувалася як заможна та красива.

## Мікрорайони
Сьогодні Граварвогюр складається з восьми мікрорайонів, з яких чотири — мікрорайони Рімі, Гамрар, Борґір та західний Фолд — входять в межі історичного поселення та стародавнього маєтку Гуфунес, історія якого сягає епохи вікінгів.

## Торгова мережа
У цей час Граварвогюр має два торгові центри середніх розмірів Спьонгін та Кверафолд, які не є моллами, але скупчення магазинів, серед яких найбільшим є Гагкойп торгового центру Спьонгін. Дещо менші скупчення магазинів існують на вулицях Лангрімі та Вікурвегюр. Це набагато менші торгові центри, лише з декількома магазинами, серед яких найбільшими є супермаркети.

## Галерея

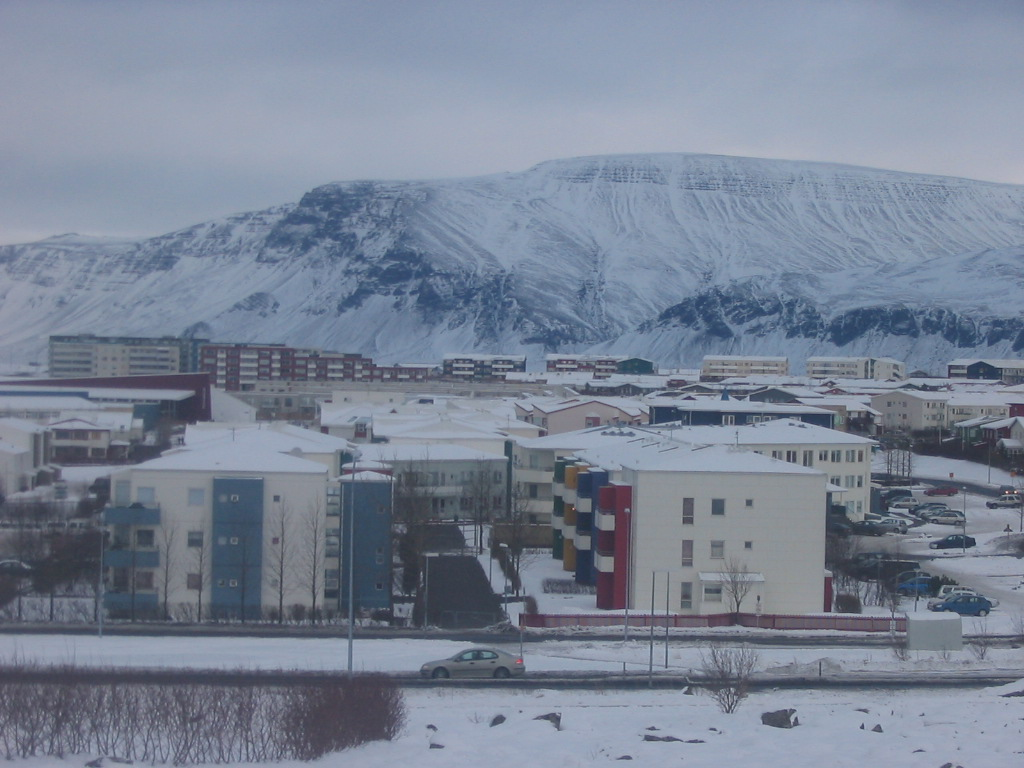
Мікрорайони Боргір та Рімі взимку, Граварвогюр
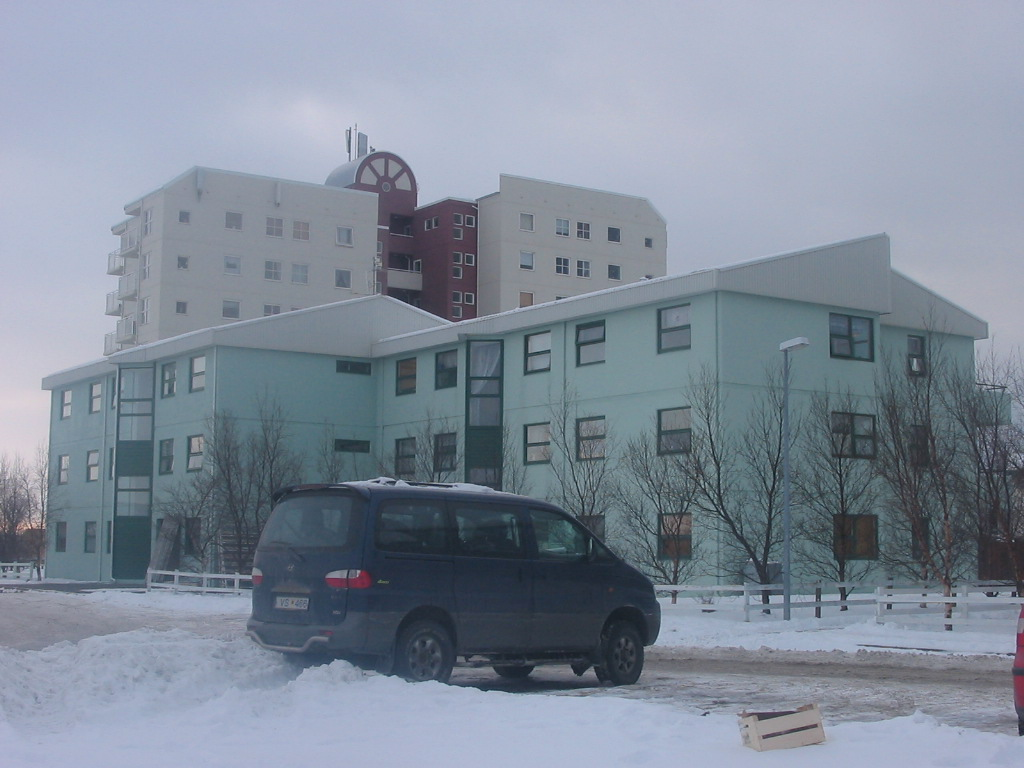
Житлові будинки мікрорайону Фолд, Граварвогюр
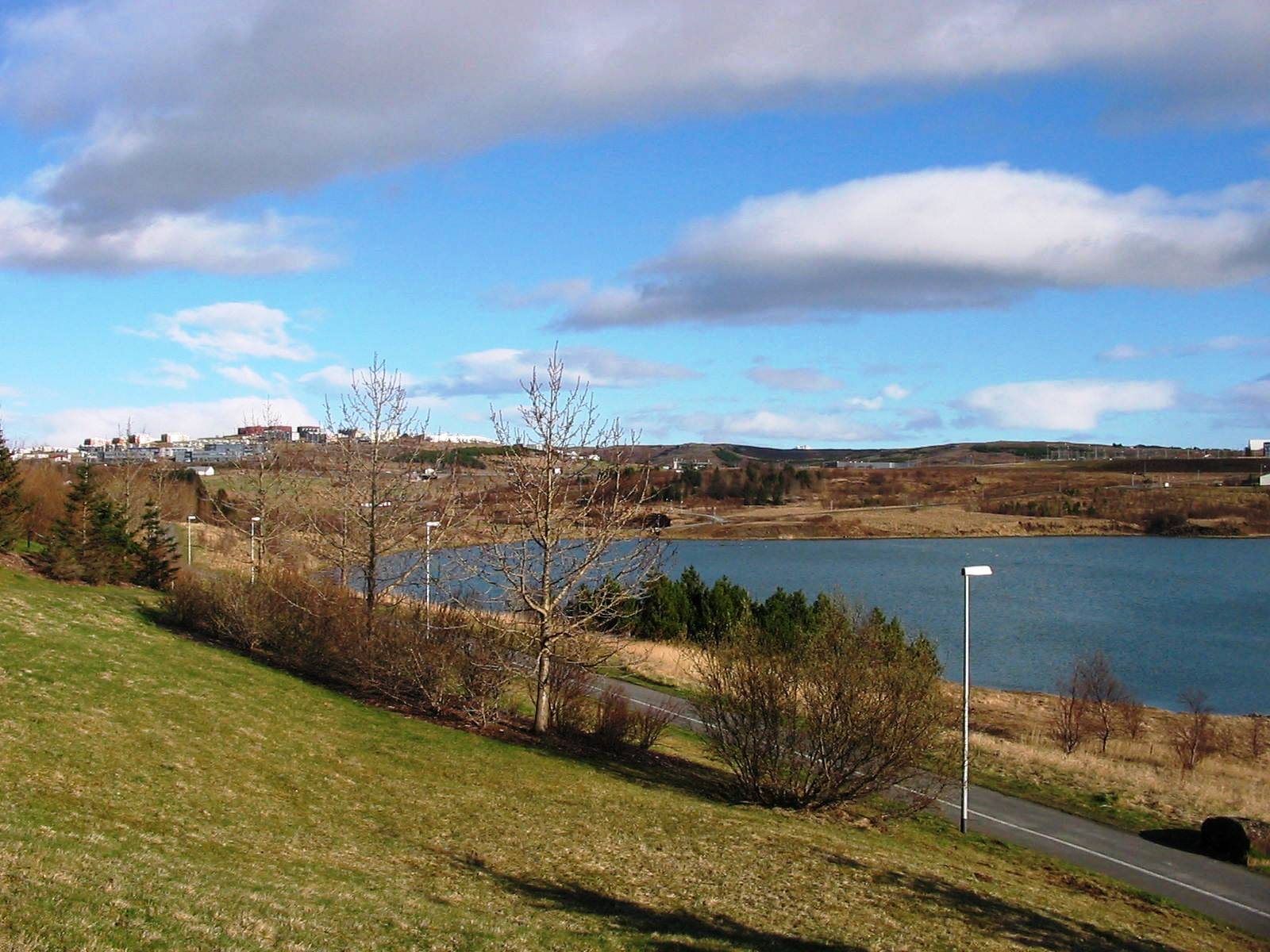
Затока Граварвогюр
Головна лютеранська церква Граварвогюра
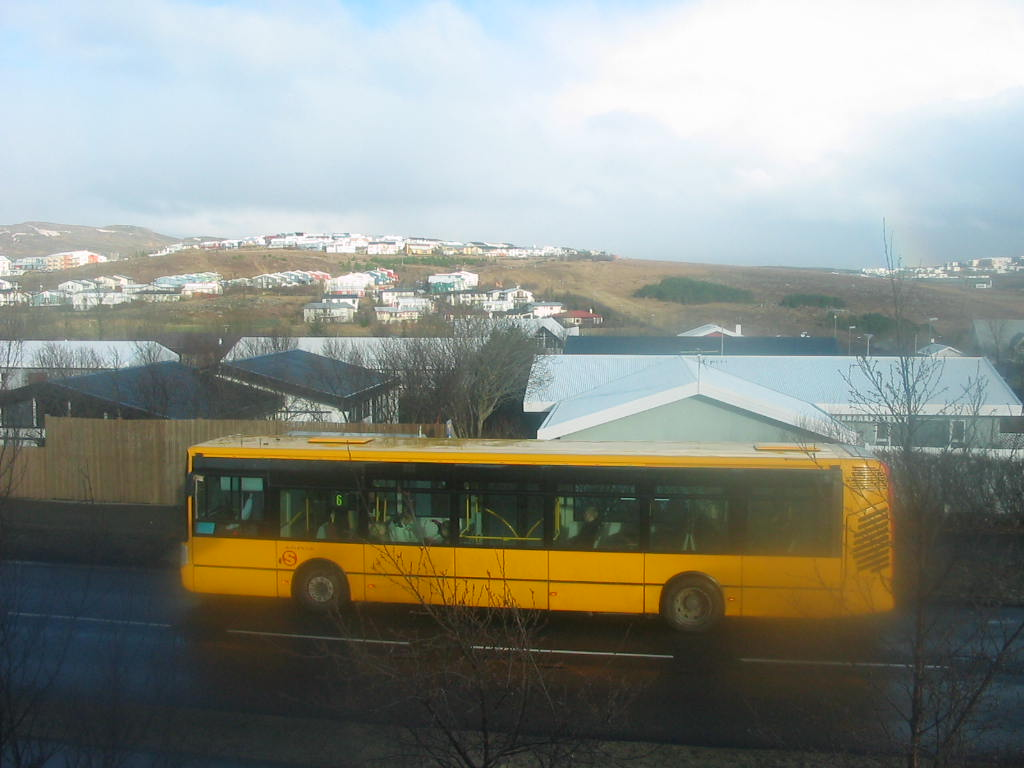
Міський транспорт, вул. Ф'ятльконувегюр у Фолді, Граварвогюр

## Джерело
64°08′50″ пн. ш. 21°47′0″ зх. д. / 64.14722° пн. ш. 21.78333° зх. д.